# Tube de direction

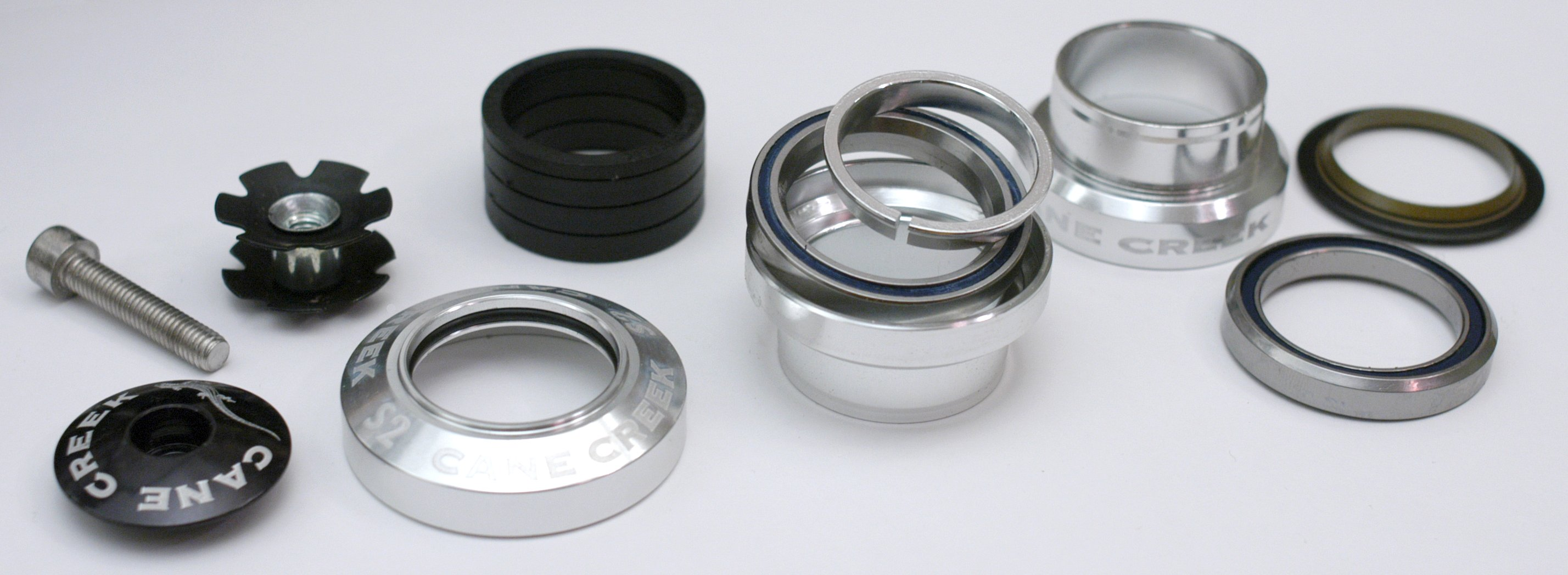
Pièces d'un jeu de direction sans filetage avant l'installation.

Le jeu de direction est l'ensemble des composants d'une bicyclette qui fournit une interface rotative entre la fourche de la bicyclette et le tube de direction du cadre du vélo. 

## Description
Le tube par lequel passe le pivot de fourche est appelé le tube de direction. Le jeu de direction Aheadset est celui le plus répandu. À l'intérieur des deux cuvettes se trouvent des roulements qui assurent un contact à faible frottement entre la cuvette de roulement et le pivot de fourche.